# Antoni Gerona Salaet
Antoni Gerona Salaet, bekannt als Toni Gerona (geboren am 31. Juli 1973 in Tortosa) ist ein Handballtrainer aus Spanien.
Toni Gerona arbeitete von 1992 bis 1997 am Institut Nacional d’Educació Física de Catalunya in Barcelona. Er war 1996 und 1997 Trainer der weiblichen Jugendmannschaft Kataloniens und in den Jahren 1997 und 1998 Trainer der Selecció catalana d’handbol. 1999 wechselte er zum FC Barcelona (FCB), wo er zunächst bis 2004 Jugendmannschaften betreute. Von 2004 bis 2008 betreute er als Assistenztrainer von Francesc Espar Moya die erste Mannschaft, von 2008 bis 2014 war er Trainer der zweiten Mannschaft des FCB.
Im Jahr 2015 wechselte er nach Katar, wo er bis 2017 den Klub al-Jaish trainierte. Anschließend übernahm er von 2017 bis 2020 das Traineramt der tunesischen Männer-Handballnationalmannschaft, die er zur Afrikameisterschaft 2018 führte.
Ab 2019 war er auch Trainer beim C’ Chartres Métropole handball (CCMHB) in Chartres, wo sein Vertrag im Februar 2020 verlängert wurde. Im Mai 2020 wurde er zudem Trainer der serbischen Männer-Handballnationalmannschaft. Bei den Mittelmeerspielen 2022 errang er mit Serbien die Bronzemedaille. Sein Vertrag mit CCMHB sollte nach der Spielzeit 2022/2023 enden, Gerona wurde Anfang April 2023 vorzeitig vom abstiegsbedrohten Verein entlassen.
Nachdem Serbien bei der Europameisterschaft 2024 in der Vorrunde ausgeschieden war und den 19. Platz belegte, lösten Gerona und der serbische Handballverband den Vertrag einvernehmlich auf. Im August 2024 wurde er Trainer der japanischen Männer-Handballnationalmannschaft.